# Glaciazione Würm

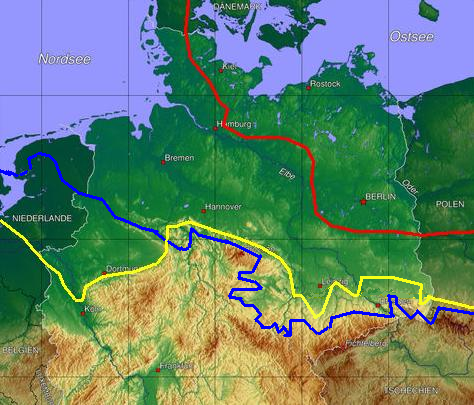
Estensione delle glaciazioni nell'Europa centro settentrionale: in rosso la glaciazione Würm.

La glaciazione Würm è stata l'ultima glaciazione delle Alpi, avvenuta nel Pleistocene tra 110000 e 11700 anni fa. Per convenzione essa viene estesa anche a livello globale e considerata come ultimo periodo glaciale della Terra, ovvero il più recente periodo glaciale tra le glaciazioni del Quaternario.

## Descrizione
La glaciazione Würm fu la quarta glaciazione del Pleistocene, la prima epoca del Quaternario: essa ebbe inizio circa 110000 anni fa e terminò circa 12000 anni fa. Su tutto il pianeta Terra si verificò un abbassamento generale della temperatura e un'ulteriore espansione dei ghiacciai nell'attuale zona temperata.
Durante la fase glaciale, i livelli dei mari si abbassarono di oltre 120 m. Alla fine della glaciazione, seguì un periodo tardo glaciale, in cui la temperatura e le precipitazioni raggiunsero gradualmente i valori attuali (inizio Olocene, 11000 anni fa).
Durante questo periodo vi furono diversi mutamenti tra l'avanzamento e l'arretramento dei ghiacciai. La massima estensione della glaciazione avvenne approssimativamente 18000 anni fa. Mentre il modello generale di raffreddamento globale e l'avanzamento dei ghiacciai fu simile, le differenze locali nello sviluppo dell'avanzamento e arretramento rendono difficile confrontare i dettagli da continente a continente.
L'ultimo periodo glaciale viene talvolta colloquialmente indicato come "ultima era glaciale", sebbene questo uso sia inesatto perché un'era glaciale è un periodo di tempo molto più lungo di temperature fredde in cui i ghiacciai continentali coprono vaste zone della Terra, come la regione antartica.
I periodi glaciali, invece, si riferiscono a fasi più fredde all'interno di un'era glaciale, separati da periodi interglaciali. Pertanto, la fine dell'ultimo periodo glaciale non rappresenta necessariamente la fine dell'ultima era glaciale.
La fine dell'ultimo periodo glaciale avvenne circa 12500 anni fa, mentre la fine dell'ultima era glaciale potrebbe non essere ancora avvenuta: piccole prove indicano un arresto del ciclo glaciale-interglaciale degli ultimi milioni di anni.
L'ultimo periodo glaciale è la parte più conosciuta dell'attuale era glaciale e venne intensivamente studiato nel Nord America, Eurasia settentrionale, Himalaya e in altre regioni che in passato erano ghiacciate. Le glaciazioni avvenute durante questo periodo glaciale coprivano molte aree, principalmente l'emisfero settentrionale e, meno estesamente, l'emisfero meridionale. Le glaciazioni hanno nomi differenti, sviluppatisi sia per motivi storici, sia per la loro distribuzione geografica: 
- Fraser (nella Cordigliera Nordamericana)
- Pinedale
- Wisconsiniano (nel Nord America centrale)
- Devensiano (nelle Isole Britanniche)
- Midlandiano (in Irlanda)
- Würm (nelle Alpi)
- Merida (nel Venezuela)
- Weichseliano (nella Scandinavia e Europa settentrionale)
- Vistoliano (nel Europa centrale settentrionale)
- Valdai nell'Europa orientale
- Zyrjanka in Siberia
- Llanquihue nel Cile
- Otira in Nuova Zelanda

## Visione d'insieme

Tipi di vegetazione al tempo dell'ultimo massimo glaciale

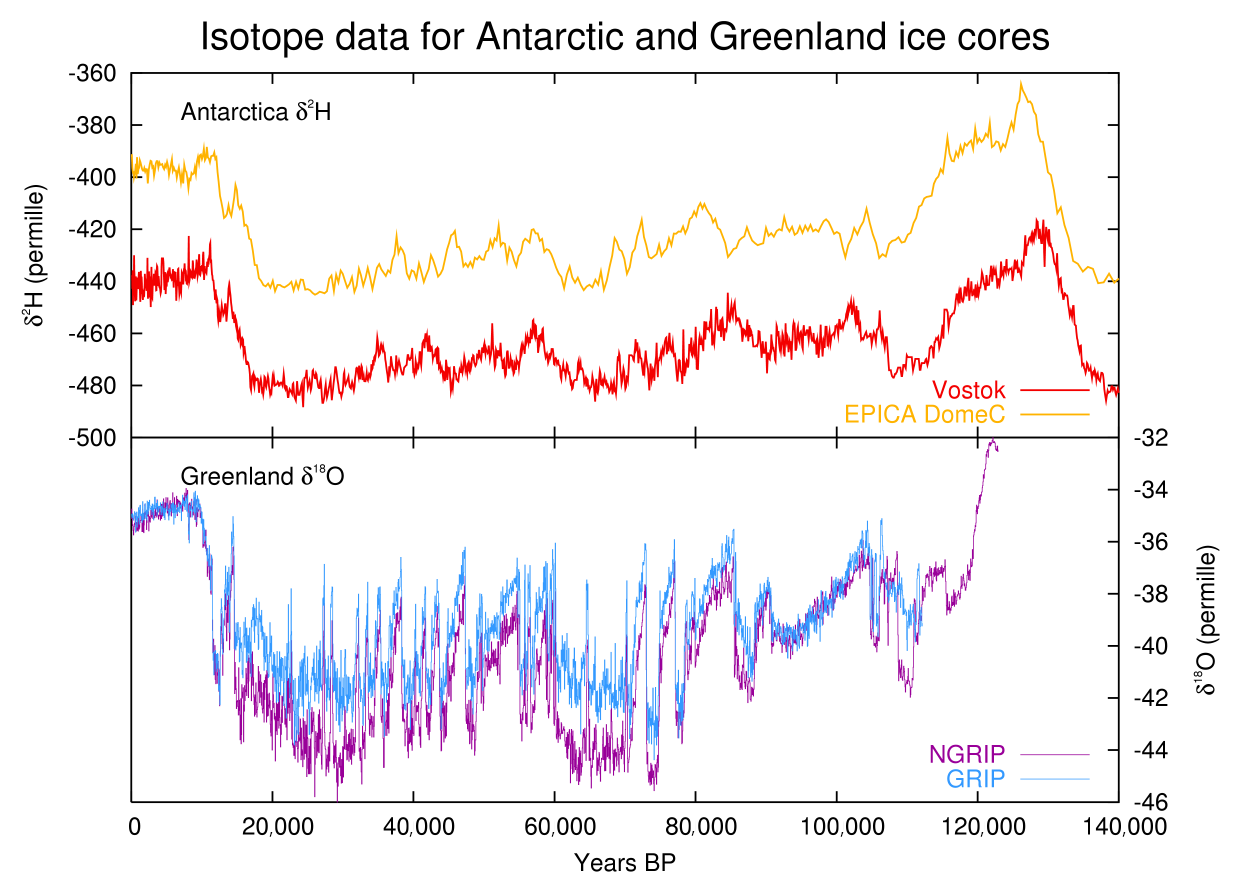
Ultimo periodo glaciale, come desunto dai dati forniti da carote di ghiaccio dell'Antartico e della Groenlandia

L'ultima glaciazione si incentrò sugli enormi ghiacciai continentali del Nord America ed Eurasia. Considerevoli aree nelle Alpi, Himalaya e nelle Ande furono coperte di ghiaccio, e l'Antartico rimase ghiacciato.
Il Canada fu quasi completamente coperto dal ghiaccio, come pure la parte settentrionale degli USA, entrambi sormontati dall'immenso ghiacciaio Laurentide. L'Alaska rimase per la maggior parte libera dal ghiaccio a causa delle condizioni aride del clima. Le glaciazioni locali erano presenti nelle Montagne Rocciose, nel ghiacciaio della Cordillera e, come calotta di ghiaccio e calotta polare, nella Sierra Nevada della California settentrionale.
In Britannia, Europa continentale e Asia nord-orientale, il ghiacciaio scandinavo ancora una volta arrivò fin nelle zone settentrionali delle Isole Britanniche, Germania, Polonia e Russia, estendendosi verso est fino alla Penisola di Taimyr nella Siberia occidentale. La massima estensione della glaciazione della Siberia occidentale avvenne approssimativamente da 18000 a 17000 anni fa e perciò più tardi che in Europa (22000-18000 anni fa). La Siberia nord-orientale non era coperta da un ghiacciaio su scala continentale. Erano invece di vasta estensione, ma circoscritti, i raggruppamenti di coltri ghiacciate che coprivano le catene montuose nella Siberia nord-orientale, includendovi le montagne del Kamchatka-Koryak.
L'Oceano Artico, compreso tra le grandi distese ghiacciate dell'America e dell'Eurasia, probabilmente non si congelò del tutto, ma rimase coperto da un sottile strato di ghiaccio soggetto alle oscillazioni stagionali e pieno di iceberg che si staccavano dalla circostante banchisa congelata. Dalla composizione dei sedimenti ritrovati nei carotaggi d'alto mare, sembra anzi che ci siano stati anche periodi in cui l'acqua non ghiacciava affatto.
Al di fuori della coltre ghiacciata principale, si ebbero anche estese glaciazioni nelle catene montuose delle Alpi e dell'Himalaya. Al contrario delle ere glaciali precedenti, la glaciazione Würm diede luogo a piccole calotte ghiacciate perlopiù confinate nei ghiacciai di fondovalle. Più a oriente, il Caucaso e le montagne della Turchia e dell'Iran furono ricoperte da locali estese gelate e piccole calotte ghiacciate.,
Nell'Himalaya e nell'altopiano del Tibet i ghiacciai avanzarono in modo considerevole, in particolare tra 47000 e 27000 anni fa mentre era contemporaneamente in corso un generale riscaldamento nel resto del globo. Tuttavia, l'ipotesi della formazione di una calotta ghiacciata continua nell'altopiano del Tibet non è accettata da tutti.
In altre aree dell'emisfero boreale non si ebbero glaciazioni estensive, ma piuttosto piccoli ghiacciai localizzati nelle zone più elevate. Alcune aree di Taiwan si ghiacciarono ripetutamente tra 44250 e 10680 anni fa e lo stesso fenomeno si ripeté nelle catene montuose giapponesi. In entrambe le aree, la massima estensione dei ghiacciai si ebbe tra 60000 e 30000 anni fa.
Ghiacciai di estensione ancora minore si ebbero in Africa, come ad esempio nell'Atlante, nelle montagne del Marocco, nel massiccio del Monte Atakor nel sud dell'Algeria e in altre montagne dell'Etiopia. Nell'emisfero australe dell'Africa orientale, una coltre ghiacciata di parecchie centinaia di chilometri quadrati si estendeva sul massiccio del Kilimanjaro, sul Monte Kenya e sul Monte Ruwenzori.
Le glaciazioni nell'emisfero antartico furono meno estese a causa dell'attuale configurazione dei continenti. C'erano calotte ghiacciate nel ghiacciaio patagonico delle Ande e ci sono tracce di sei successivi avanzamenti glaciali tra 33500 e 13900 anni fa nelle Ande cilene.
L'Antartide era interamente coperta di ghiacci, come oggi, senza alcuna zona scoperta. In Australia continentale solo una piccola area nei pressi del monte Kosciuszko risultava ghiacciata, mentre in Tasmania la glaciazione fu più estesa. La Nuova Zelanda vide una glaciazione nelle Alpi meridionali, dove si possono distinguere almeno tre avanzamenti glaciali. Calotte glaciali locali erano presenti anche in Indonesia, dove sono tuttora conservati resti delle glaciazioni del Pleistocene.

## Denominazioni locali dell'ultimo periodo glaciale

### Glaciazione Pinedale o Fraser, nelle Montagne Rocciose
La glaciazione Pinedale (Montagne Rocciose centrali) o glaciazione Fraser (ghiacciaio continentale della Cordillera) fu l'ultima delle maggiori glaciazioni ad apparire sulle Montagne Rocciose negli Stati Uniti. La Pinedale durò approssimativamente da 30000 a 10000 anni fa e arrivò alla sua massima espansione nel periodo di tempo che va da 23500 a 21000 anni fa. Questa glaciazione fu piuttosto distinta da quella principale del Wisconsin, poiché essa fu soltanto vagamente relazionata ai giganteschi ghiacciai continentali e fu invece composta da ghiacciai montani, che si fondevano con quello continentale della Cordillera americana. Il ghiacciaio della Cordillera produsse caratteristiche come il lago glaciale Missoula, che rompeva il suo sbarramento di ghiaccio, causando le massicce inondazioni di Missoula. I geologi stimano che il ciclo di inondazione e riformazione del lago durava circa cinquantacinque anni e che le inondazioni si ripeterono approssimativamente quaranta volte nell'arco di tempo di 2000 anni che va da 15000 a 13000 anni fa. Vaste inondazioni da lago glaciale come queste non sono insolite oggigiorno in Islanda e in altri luoghi.

### Glaciazione Wisconsin, nel Nord America
L'Episodio Glaciale del Wisconsin fu l'ultimo dei grandi avanzamenti dei ghiacciai continentali verso quello del Laurentide in Nord America. Questa glaciazione è costituita da tre massimi periodi glaciali (comunemente chiamati fasi glaciali) separati da periodi interglaciali (come quello in cui attualmente viviamo). Le tre fasi glaciali sono denominate, dalla più vecchia alla più recente, Tahoe, Tenaya e Tioga. La Tahoe raggiunse la sua massima estensione probabilmente circa 70000 anni fa, forse come conseguenza della super eruzione del Toba. Poco si conosce riguardo alla Tenaya. La Tioga fu la meno intensa e l'ultima dell'Episodio del Wisconsin. Essa ebbe inizio circa 30000 anni fa, pervenne al suo massimo avanzamento 21000 anni fa, e terminò circa 10000 anni fa. Al culmine della glaciazione, il ponte di terra sullo stretto di Bering permise la migrazione di mammiferi così come di uomini dalla Siberia verso il Nord America.
Essa alterò radicalmente la geografia del Nord America a nord dell'Ohio. Al culmine della glaciazione dell'Episodio del Wisconsin, il ghiaccio copriva la maggior parte del Canada, l'Upper Midwest e il New England, come pure aree del Montana e dello stato di Washington. Sull'isola di Kelleys (Ohio) nel lago Erie o nel Central Park di New York, le striature lasciate da questi ghiacciai possono essere facilmente osservate. Nel Saskatchewan sud-occidentale e nell'Alberta sud-orientale, nella zona di sutura tra i ghiacciai del Laurentide e della Cordillera si è formata la regione delle Cypress Hills, la quale è il punto più settentrionale nel Nord America rimasto a sud dei ghiacciai continentali.
I Grandi Laghi sono il risultato dell'erosione glaciale e dell'accumulo di acqua di disgelo al margine del ghiaccio che retrocedeva. Quando l'enorme massa del ghiacciaio continentale arretrò, i Grandi Laghi incominciarono gradualmente a muoversi verso sud a causa della ripercussione isostatica della riva settentrionale. Anche le Cascate del Niagara sono un prodotto della glaciazione, come lo è il corso del fiume Ohio, il quale ampiamente soppiantò il precedente fiume Teays.
Con l'ausilio di tanti vasti laghi glaciali, essa modellò la forra ora nota come "Mississippi Superiore"' (Upper Mississippi River), riempiendo la zona priva di depositi alluvionali nota come Driftless Area e probabilmente dando luogo annualmente alla rottura della diga naturale di ghiaccio che si formava nelle strettoie.
Nel suo arretramento, la glaciazione dell'Episodio Glaciale del Wisconsin lasciò morene terminali che formarono Long Island, Nantucket e Cape Cod, e la morena di Oak Ridges nel centro-sud dell'Ontario, Canada. Nel Wisconsin stesso, essa lasciò la morena di Kettle. I drumlin e gli esker formatisi ai margini del disgelo sono elementi caratteristici della valle inferiore del fiume Connecticut.

### Glaciazione della Groenlandia
Nel nord-ovest della Groenlandia, la coltre di ghiaccio pervenne a un suo primo grande massimo nell'ultimo periodo glaciale intorno ai 114000 anni fa. Dopo questo primo massimo, la copertura glaciale fu simile a quella attuale, fino alla fine dell'ultimo periodo glaciale. Verso la fine, i ghiacciai avanzarono nuovamente prima di arretrare verso la loro attuale estensione. Secondo i dati forniti dalle carote di ghiaccio, il clima della Groenlandia fu secco durante l'ultimo periodo glaciale, con precipitazioni che raggiunsero forse solo il 20 % dei valori attuali.

### Glaciazione Devensiana, nelle Isole Britanniche
La denominazione di "Glaciazione Devensiana" viene usata dai geologi e archeologi britannici e si riferisce a ciò che spesso popolarmente viene indicato come l'ultima era glaciale.
Gli effetti di questa glaciazione possono essere visti in molte caratteristiche geologiche di Inghilterra, Scozia e Irlanda del Nord, dove viene indicata come "Glaciazione delle Midland" dato che i suoi effetti sono visibili soprattutto in quelle terre. I suoi depositi sono stati trovati sovrapposti a materiali del precedente stadio ipswichiano e giacenti al di sotto di quelli del seguente stadio flandriano dell'Olocene.
L'ultima fase del Devensiano include le zone di polline I-IV, le oscillazioni di Allerød e Bølling e gli stadi climatici del Dryas antico e Recente.

### Glaciazione Weichseliana, in Scandinavia e Nord Europa

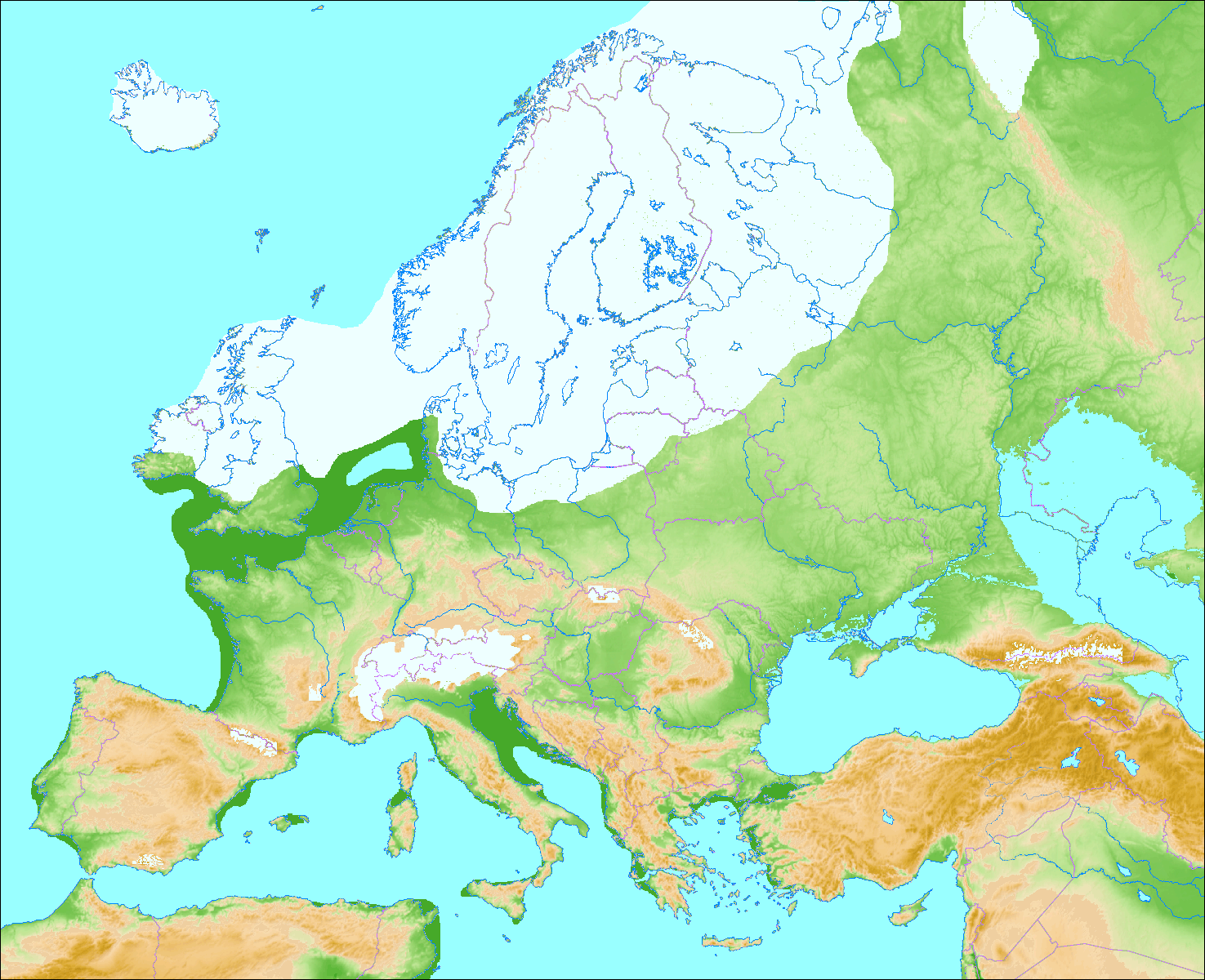
L'Europa durante le glaciazioni Weichsel e Würm

Durante il massimo glaciale in Scandinavia, solo le zone occidentali dello Jutland rimasero libere dal ghiaccio e una grande parte di ciò che oggi è il Mar del Nord era terra asciutta che collegava lo Jutland alla Gran Bretagna. Inoltre solo in Danimarca si trovano animali dell'epoca glaciale scandinava più vecchi di 13 000 a.C.  Nel periodo seguente l'ultima interglaciale prima dell'attuale stadio (Eemiano), anche la costa della Norvegia venne a trovarsi libera dal ghiaccio.
La coltre di ghiaccio esercitava una pressione sulla superficie terrestre. Con la fusione del ghiaccio, la terra ha continuato a sollevarsi annualmente in Scandinavia, soprattutto nella Svezia settentrionale e in Finlandia dove si innalza di oltre 8-9 mm l'anno, o 1 metro ogni 100 anni. Questo è importante per gli archeologi, poiché un sito che fu costiero nell'Età della pietra nordica ora si trova nell'entroterra e può essere datato in base alla sua relativa distanza dalla costa attuale.

### Glaciazione Würm, nelle Alpi
La "glaciazione Würm" (o "glaciazione di Würm" o "del Würm") prende il nome dal fiume Würm, affluente dell'Amper nelle zone alpine della Baviera (Germania), che segna approssimativamente l'avanzamento massimo del ghiacciaio in questo periodo glaciale particolare.

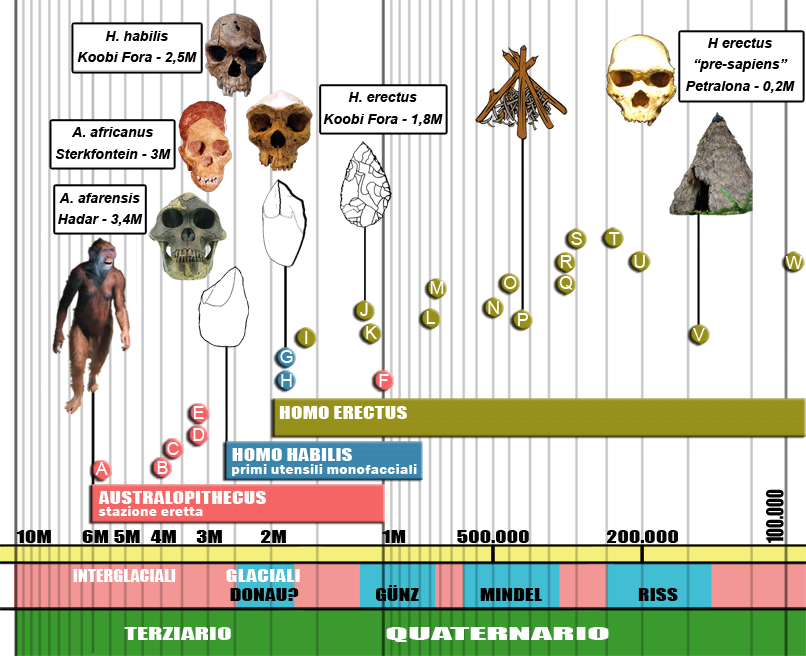
Schema dell'evoluzione umana (pre-Homo sapiens). Il periodo Quaternario inizia col pleistocene, circa 2,6 milioni di anni fa.
LEGENDA: A: Lukeino, Lothogam; B: Australopithecus afarensis, Hadar (Etiopia); C: Australopithecus afarensis ("Lucy"), Hadar (Etiopia); D: Australopithecus africanus; E: Paranthropus robustus; F: Ultimi australopitechi; G: Industria di Oldoway (Tanzania): ciottoli bifacciali (chopping-tools); H: Primi insediamenti strutturati, Melka Kunturé (Etiopia); I: Homo erectus in Europa; J: Avvio dell'industria acheuleana in Africa; K: Homo erectus in Francia; L: Avvio dell'industria acheuleana in Europa; M: Homo erectus in Germania; N: Uomo di Giava; O: Uomo di Tautavel (Francia); P: Dominio del fuoco: Nizza (Francia); Vértesszőllős (Ungheria); Q: Tecniche di caccia, Torralba del Moral (Spagna); R: Sinantropo (Uomo di Pechino), Zhoukoudian (Cina); S: Fossili pre-neandertaliani di Swanscombe (Gran Bretagna); T: Fossili pre-neandertaliani di Petralona (Grecia); U: Fossili pre-neandertaliani di Steinheim (Germania); V: Capanna, Nizza (Francia); W: Homo erectus, Gerona (Spagna).

La glaciazione venne così chiamata da A. Penck ed E. Brückner (1901-1909), dal nome di un subaffluente del Danubio, come le glaciazioni alpine precedenti (Riss, Mindel, Günz e Donau).
All'inizio del XIX secolo, le Alpi sono state la zona dove venne condotta da Louis Agassiz la prima sistematica ricerca scientifica sulle ere glaciali. Qui fu intensivamente studiata la glaciazione Würm dell'ultimo periodo glaciale. La Palinologia, cioè l'analisi statistica dei pollini di piante fossilizzate trovati nei depositi geologici, fornisce la cronistoria dei mutamenti drammatici nell'ambiente europeo durante la glaciazione Würm. Al suo culmine, circa 24000-10000 anni fa, la maggior parte dell'Europa occidentale e centrale e l'Eurasia era una steppa-tundra aperta, mentre le Alpi presentavano compatte calotte glaciali e ghiacciai montani. La Scandinavia e gran parte delle isole Britanniche si trovavano sotto una coltre di ghiaccio.
Durante il Würm, il Ghiacciaio del Rodano copriva l'intero altopiano occidentale della Svizzera, raggiungendo le regioni attuali di Soletta e Argovia. Nella regione di Berna esso si veniva a fondere con il ghiacciaio dell'Aar. Il ghiacciaio del Reno è attualmente oggetto di studi più dettagliati. I ghiacciai della Reuss e della Limmat avanzavano talvolta fino al Giura. I ghiacciai montani e pedemontani modellavano il territorio asportando via virtualmente tutte le tracce delle precedenti glaciazioni di Günz e Mindel, depositando morene di base e morene terminali di differenti fasi di ritrazione e depositi di loess, e spostando le ghiaie attraverso i fiumi che scendevano dai ghiacciai. Al di sotto della superficie, essi ebbero un'influenza profonda e duratura sul calore geotermico e sulle tipologie di flusso delle acque sotterranee.

### Glaciazione Merida, nelle Ande venezuelane
Il nome glaciazione del Mérida viene proposto per designare la glaciazione alpina che interessò la Ande venezuelane centrali durante il tardo Pleistocene. Due principali livelli di morena sono stati riconosciuti: uno fra i 2600 e i 2700 m, e un altro fra i 3000 e i 3500 m d'altezza. La linea delle nevi perenni durante l'ultimo avanzamento glaciale si abbassò fino a circa 1200 m al di sotto di quella attuale (3700 m). L'area coperta di ghiaccio nella Cordillera de Mérida era approssimativamente di 600 km² e questa includeva da sud-ovest a nord-est le seguenti zone elevate: Páramo de Tamá, Páramo Batallón, Páramo Los Conejos, Páramo Piedras Blancas, e Teta de Niquitao. Circa 200 km² del totale dell'area ghiacciata si trovava nella Sierra Nevada de Mérida, e la più grande concentrazione (50 km²) era nelle zone del Pico Bolívar, Pico Humboldt (4942 m), e Pico Bonpland (4893 m). La datazione con il radiocarbonio indica che le morene risalgono a più di 10000 anni fa, o forse anche a più di 13000 anni fa. Il livello della morena più bassa probabilmente corrisponde al picco dell'avanzata glaciale del Wisconsin. Il livello più elevato probabilmente rappresenta l'ultima avanzata glaciale (Tardo Wisconsin).

### Glaciazione antartica

Raffigurazione della massima estensione della calotta polare antartica anni fa.

Durante l'ultimo periodo glaciale l'Antartico era rivestito da una spessa calotta di ghiaccio, più o meno come oggi. Il ghiaccio copriva tutte le aree terrestri e si estendeva dentro l'Oceano sopra la piattaforma continentale mediana ed esterna. Secondo la modellatura del ghiaccio, esso era generalmente più sottile sopra la regione antartica centro-orientale di quanto lo sia attualmente.

## I cicli glaciali
I cicli glaciali sono quattro e, come detto, prendono il nome, dal più antico al più recente, da quattro affluenti minori del Danubio in Germania (più precisamente in Baviera): Günz, Mindel, Riss e Würm. Questa scelta di nomi è dovuta al fatto che fu proprio nelle vallate tedesche che si rinvennero tracce dell'attività dei ghiacciai. Non a caso è sulle Alpi che nacque la moderna glaciologia, infatti le quattro glaciazioni ricoprirono le Alpi con una calotta di ghiaccio spessa fino a 890 m.
Così le glaciazioni Günz, Mindel, Riss e Würm sono riscontrabili man mano che ci si avvicina al Neozoico e quindi sono identificabili le seguenti quattro ere glaciali, intervallate da tre fasi interglaciali (che si chiamano Günz-Mindel, Mindell-Riss e Riss-Würm):
1. Günz, da circa 1200000 a 900000 anni fa [senza fonte]
2. Mindel, da circa 455000 a 300000 anni fa [senza fonte]
3. Riss, da circa 200000 a 130000 anni fa [senza fonte]
4. Würm, da circa 110000 a 11700 anni fa [senza fonte]